# 영암 이우당
영암 이우당(靈巖 二友堂)은 대한민국 전라남도 영암군 덕진면 노송리, 송내마을에 있는 조선시대의 목조와가 맞배집이다. 2004년 2월 13일 전라남도의 문화재자료 제247호로 지정되었다.

## 개요
목조와가 맞배집이다. 1474년(성종 5) 좌승지 신영명이 지은 것으로 충절과 결백의 상징인 죽(竹)·연(蓮)을 뜻하여 이우당이라 하였다.
명종·성종 양대의 명신인 문필가 신희남(愼喜男)의 정사로서, 이이(李珥)·이항로(李恒老)를 비롯하여 박순(朴淳)·이후백(李後白)·심희수(沈喜壽) 등이 문장도덕과 정치를 논하던 곳이다.
또한, 신천익(愼天翊)·송시열(宋時烈)·이경여(李敬輿)·원두표(元斗杓)·김수항(金壽恒) 등과도 더불어 학문과 정사를 논하던 곳이기도 하다. 그래서 위 명현들의 친필지가 현판으로 지금까지 보존되어 있다.

## 참고 문헌
- 영암이우당 - 국가유산청 국가유산포털